# پادشاهی گالیسیا
پادشاهی گالیسیا (به اسپانیایی: Reino de Galicia) یک پادشاهی سابق که هم‌اکنون بخشی از کشور اسپانیا محسوب می‌شود.

## نگارخانه

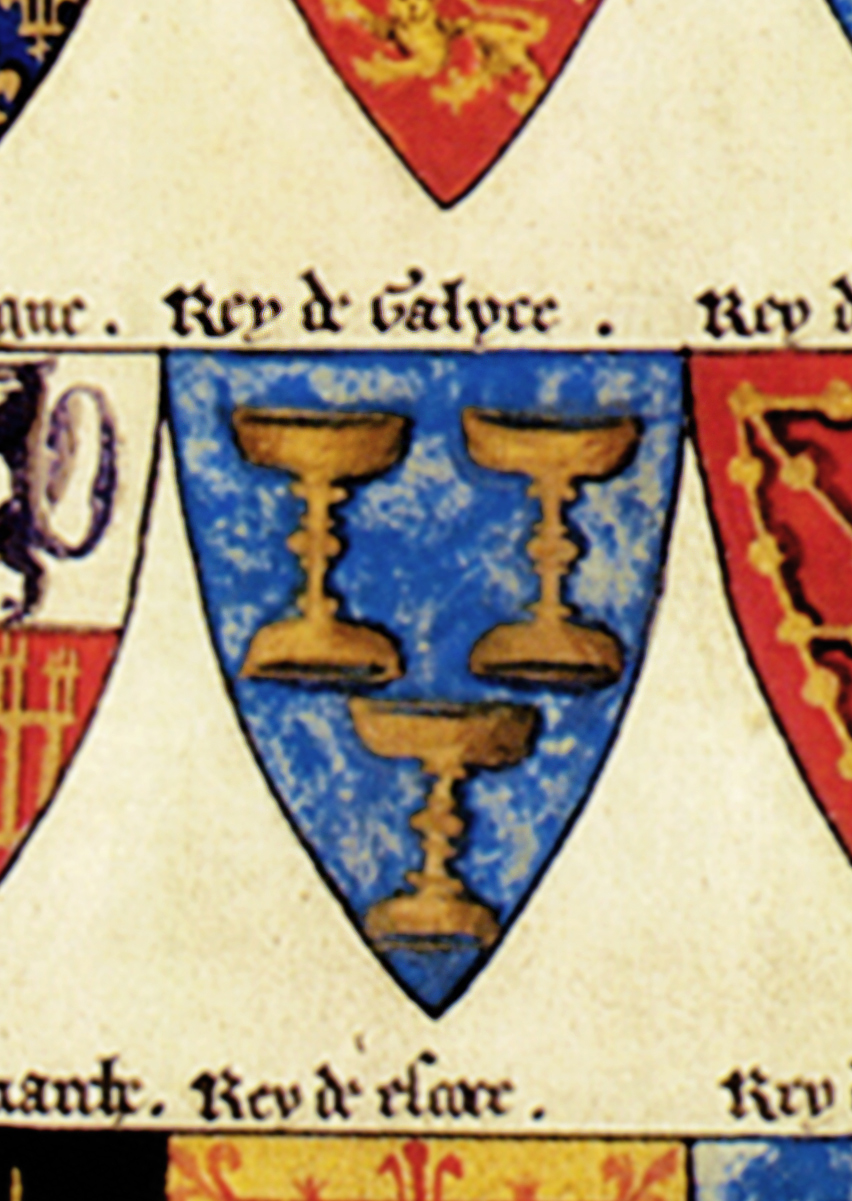
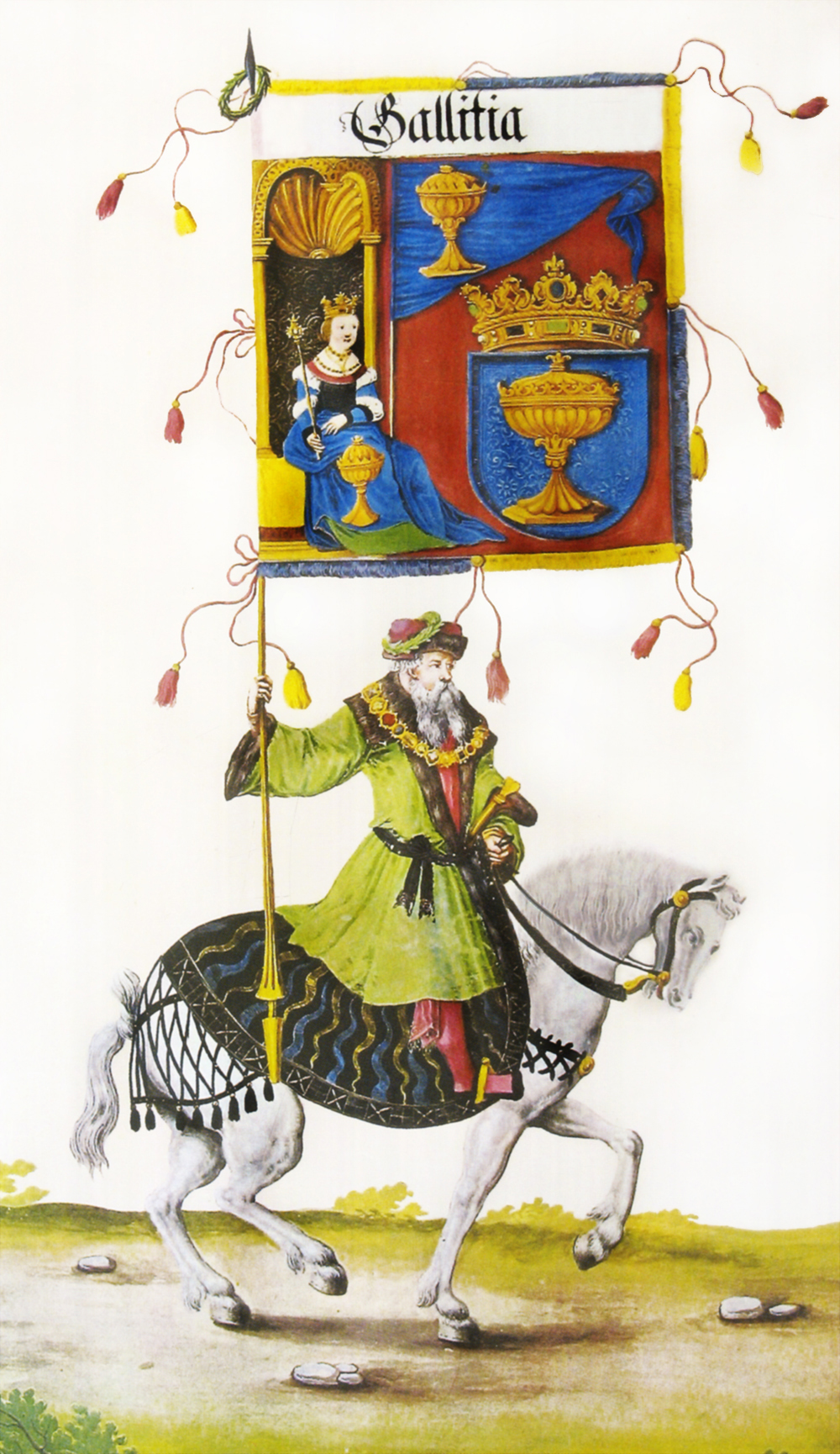
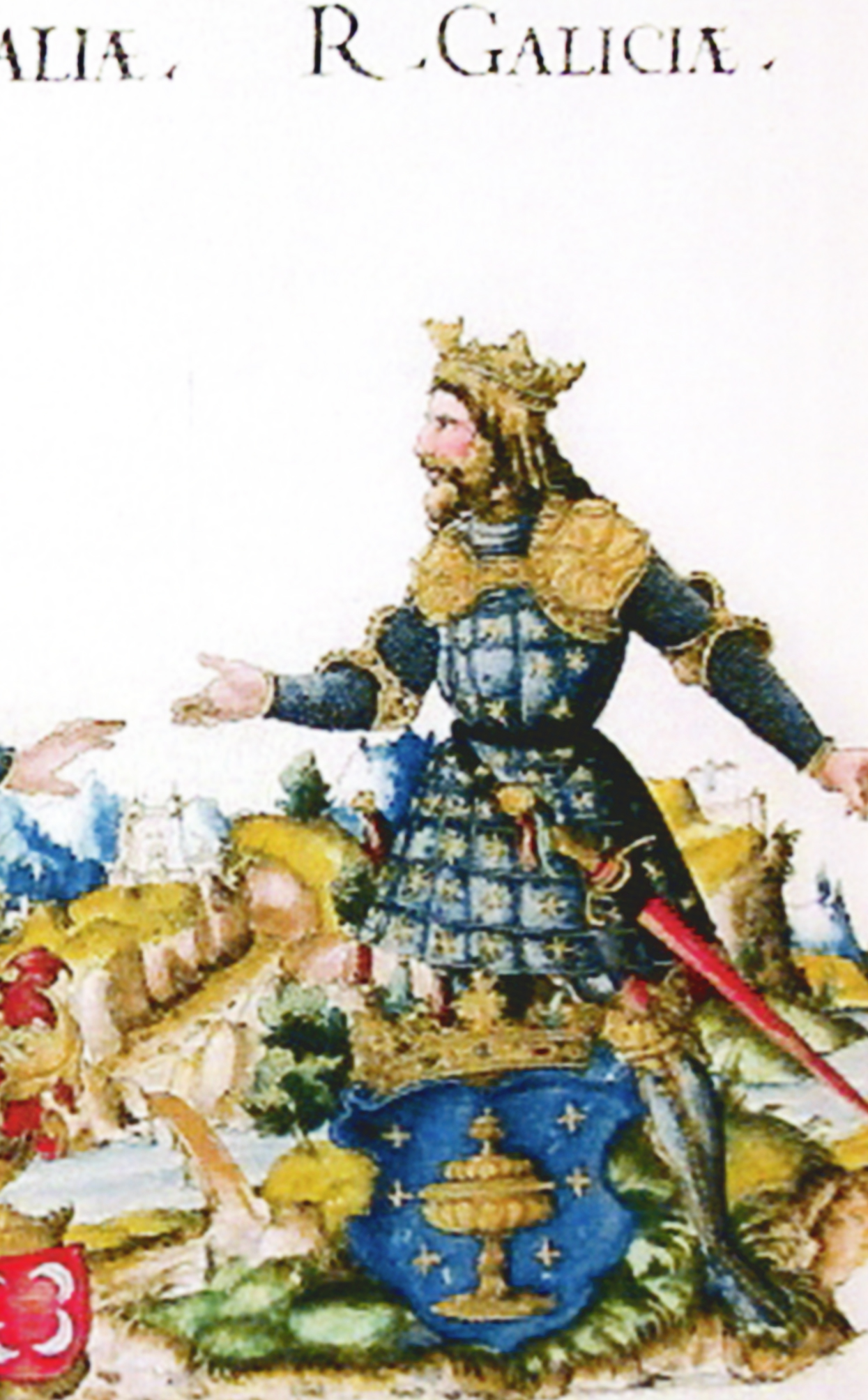
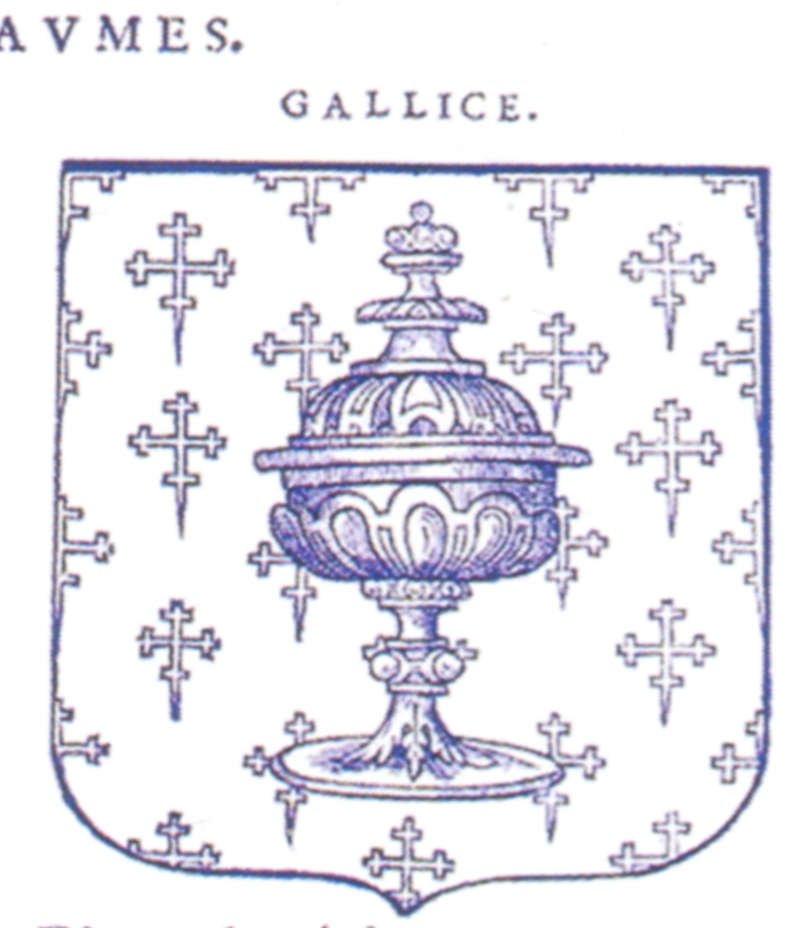
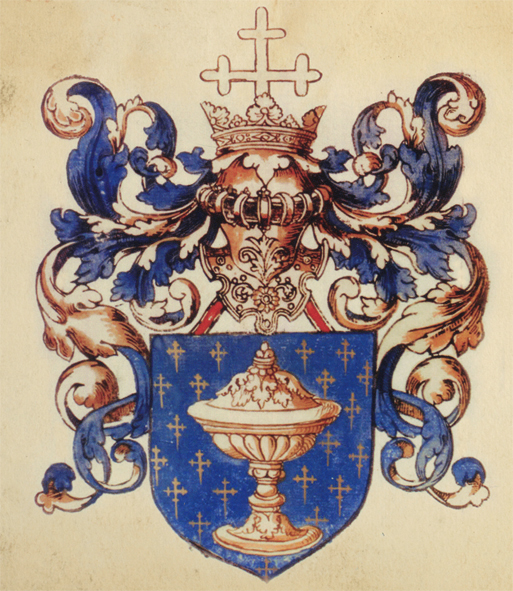
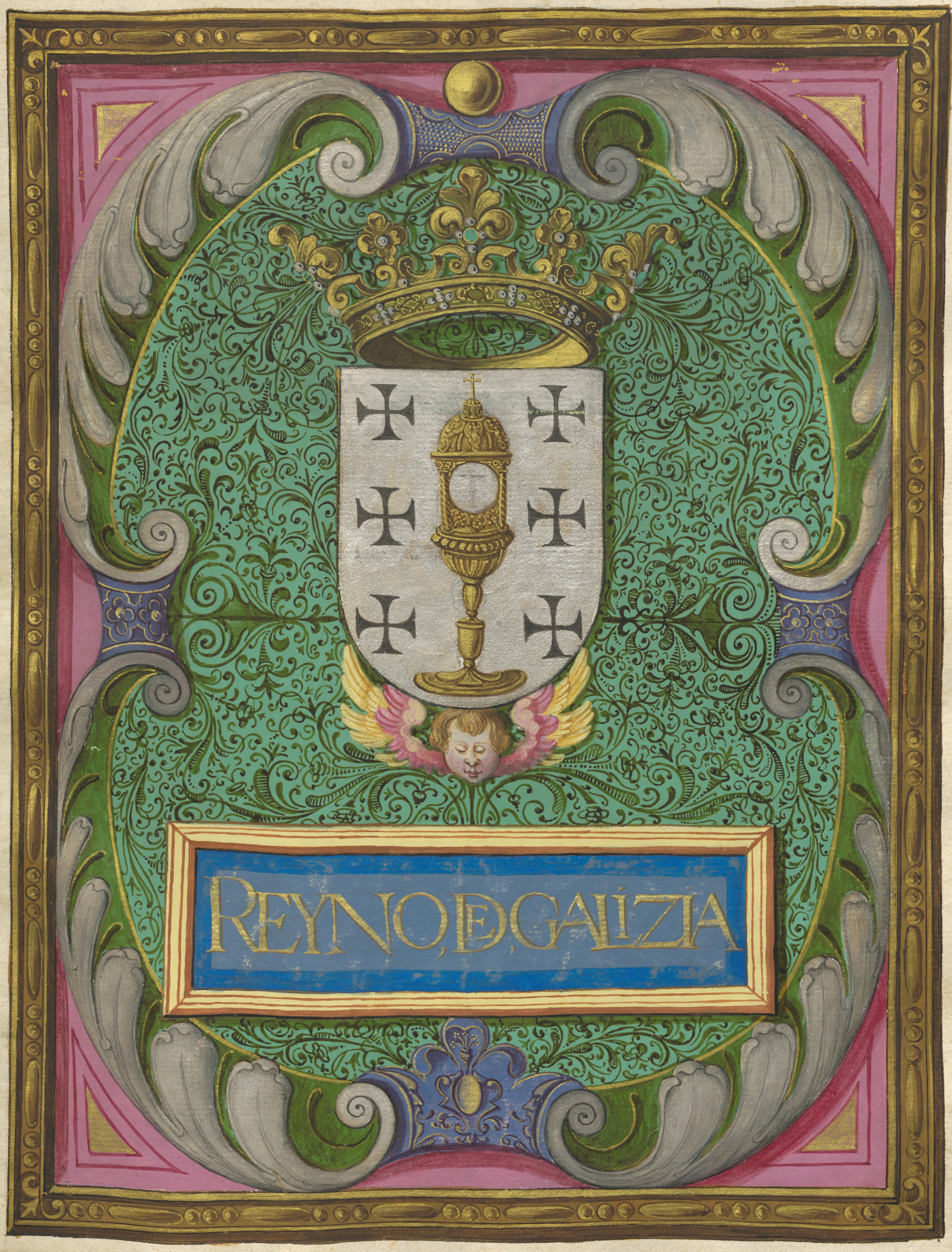
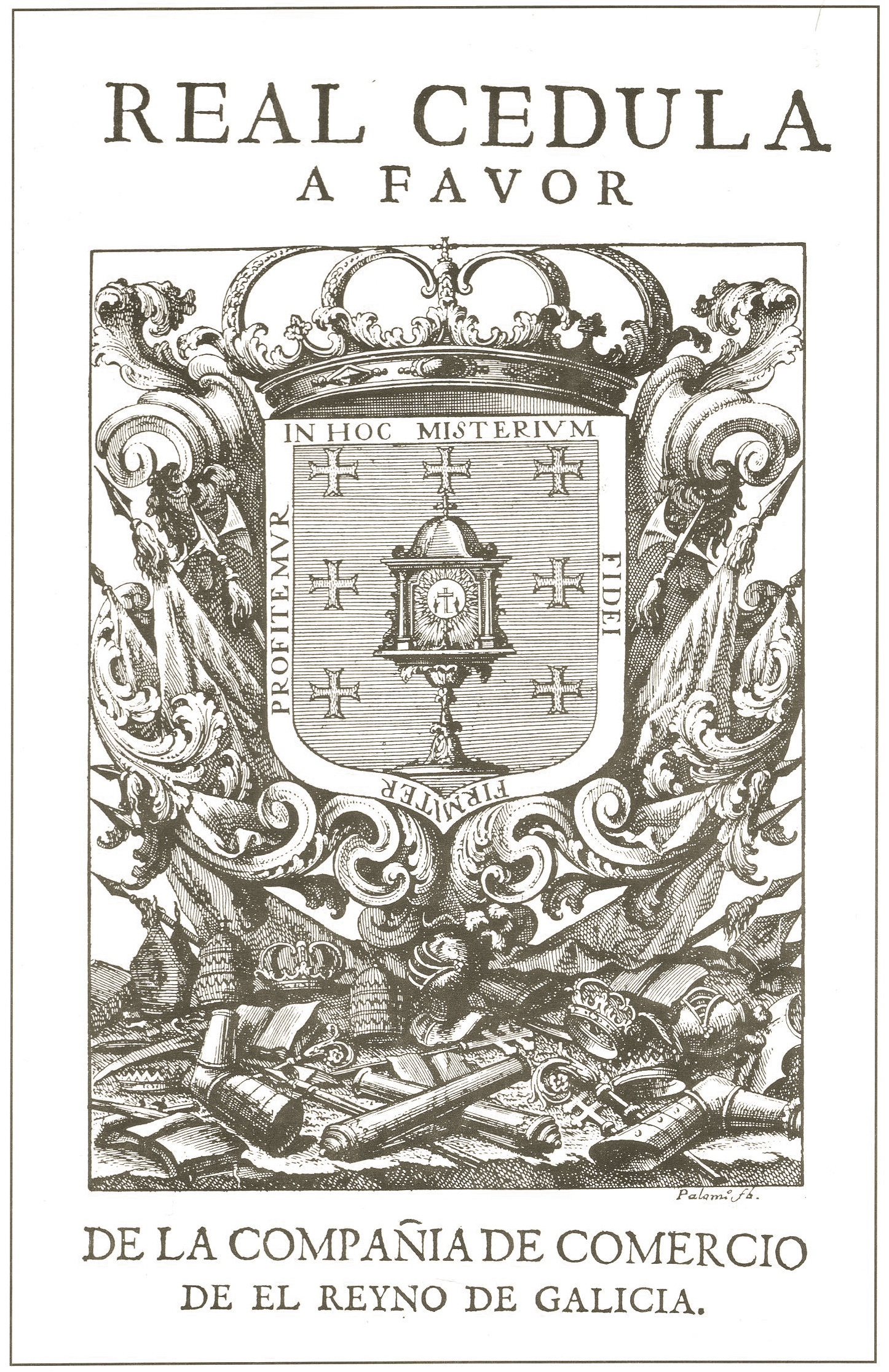
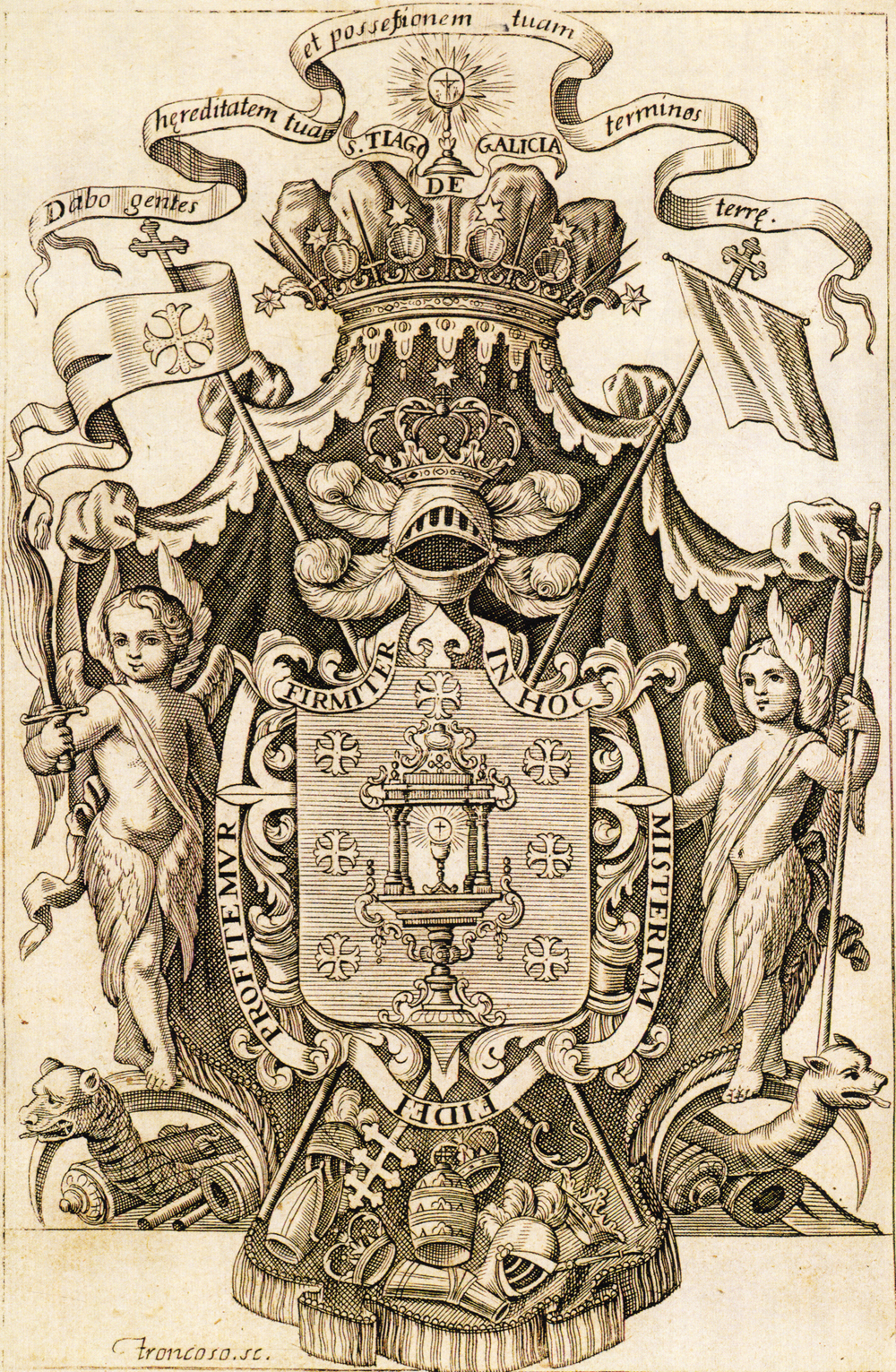